# Jules Jambart
Jules Jambart, né le 13 mai 1898 à Verquin et mort le 28 novembre 1944 à Munich, est un résistant français.
Instituteur et secrétaire de mairie à Sailly-en-Ostrevent, il s'engage dans la résistance en février 1942, dans le réseau de renseignement Centurie dans lequel il atteint le grade P2 .
Son réseau de résistance local, à Vitry-en-Artois, étendait son action entre Douai et Arras .
Jules Jambart est arrêté dans la nuit lors de la rafle du 13 au 14 septembre 1943 et est déporté pour arriver au camp de concentration Esterwegen le 22 novembre 1943.
Il est ensuite transféré à la prison de Stadelheim à Munich.
Il est condamné à mort par le tribunal du peuple nazi pour "avantages procurés à l’ennemi et préparatifs à haute trahison" . Il est exécuté par décapitation à la hache puis incinéré le 28 novembre 1944.
Aujourd'hui, l'école municipale de Sailly-en-Ostrevent porte son nom  et ses cendres sont à la crypte de Vitry-en-Artois, avec celles des 8 autres "décapités de Munich" .